# Nigeria Olympic Committee
Das Nigeria Olympic Committee ist das Nationale Olympische Komitee von Nigeria. Insgesamt 26 Fachverbände olympischer Sportarten sind Mitglied im NOC.

## Geschichte
Das Komitee wurde 1950 gegründet, 1951 vom IOC aufgenommen und entsendete das erste Mal eine Mannschaft im Jahr 1952 zu Olympischen Spielen. 2010 wurde nach einer umstrittenen Wahl des NOC-Präsidenten, die nicht vom IOC anerkannt wurde, nach nur einer Woche eine Neuwahl durchgeführt.
2018 schickte das Komitee erstmals auch Athleten zu den Winterspielen.
Im August 2024 tauchte das Komitee in den Medien auf, nachdem bekannt wurde, dass vergessen wurde die qualifizierte Sprinterin Favour Ofili für die Olympischen Sommerspiele 2024 zu melden.